# William Gay
William Elbert Gay (Hohenwald, 27 ottobre 1941 – Hohenwald, 23 febbraio 2012) è stato uno scrittore statunitense.

## Biografia
William Elbert Gay nasce a Hohenwald, nel Tennessee, il 27 ottobre 1941.
Dopo aver servito per 4 anni la United States Navy, svolge diversi mestieri in svariate località (in un Drive-in in Alabama, in una fabbrica di flipper in Illinois e in uno scatolificio a New York) prima di tornare nella Contea di Lewis, nel Tennessee, a lavorare nel settore crostuzioni.
Esordisce nella narrativa nel 1998 con la pubblicazione del suo primo racconto al quale segue l'anno successivo il suo primo romanzo L'ombra di casa che, assieme al secondo Provinces of Night lo impone come uno dei più rappresentativi scrittori degli Stati Uniti meridionali.
Muore il 23 febbraio 2012 a 70 anni probabilmente a causa di un attacco cardiaco.
Due sue opere sono state trasposte in pellicola: Provinces of Night è diventata Bloodworth nel 2010 e James Franco ha adattato nel 2018 il suo romanzo L'ombra di casa in The Long Home.

## Opere principali

### Romanzi
- L'ombra di casa (The Long Home, 1999), Firenze-Milano, Bompiani, 2018 traduzione di Alessandro Mari ISBN 978-88-452-9307-8.
- Provinces of Night (2000)
- Crepuscolo (Twilight, 2006), Palermo, Gea Schirò, 2009 traduzione di Salvatore Romano ISBN 978-88-95860-05-3.
- Little Sister Death (2015)
- The Lost Country (2018)

### Racconti
- I Hate to See That Evening Sun Go Down (2002)
- Wittgenstein's Lolita/The Iceman: Short Stories from William Gay (2006)

### Miscellanea
- Time Done Been Won't Be No More: Collected Prose (2010)

## Filmografia
- Bloodworth (2010) regia di Shane Dax Taylor (soggetto dal libro Provinces of Night)
- The Long Home (2018) regia di James Franco (soggetto dal libro L'ombra di casa)

## Alcuni riconoscimenti
- James A. Michener Memorial Prize: 1999 per L'ombra di casa
- Grand prix de littérature policière: 2010 per Crepuscolo
- Prix Mystère de la critique: 2011 per Crepuscolo